# Tres (obra de teatro)
Tres es una obra de teatro escrita por el dramaturgo español Juan Carlos Rubio y estrenada en 2009.

## Argumento
Ángela, Rocío y Carlota fueron unas muy buenas amigas en su adolescencia cuando coincidieron en la escuela. Han transcurrido muchos años y no habían vuelto a encontrarse hasta ahora, en que vuelven a coincidir ya como mujeres maduras cercanas a la cincuentena. Descubren un nexo en común, que es la soledad. Deciden que no es tarde para ver cumplido su sueño de ser madre y encuentran al joven atlético y bien parecido, que les parece el varón perfecto para que las deje embarazadas.

## Producciones
Estrenada en el Teatro Alcalá de Santiago de Chile, el 21 de marzo de 2005 , con el título de Él cuando quiere...ellas cuando pueden, dirigida por Rosita Nicolet e interpretada por Renata Bravo, Javiera Contador, Tichi Lobos y Guido Vichiola. 
En noviembre de ese año se montaría en el Centro de Bellas Artes de Santurce, San Juan de Puerto Rico (titulada Qué trío), con dirección de Rafael Varela. Estuvo interpretada por Marian Pabón, Cristina Soler, Maricarmen Avilés y Jimmy Navarro.
En enero de 2007 (Ellas quieren y él no puede, 2007) en el Teatro 8 de Miami, dirigida por Marcos Casanova. Estuvo interpretada por Margarita Coego, Marisol Correa, Raiza Palumbo y Ernesto Tapia.
En España se estrenó el 7 de noviembre de 2009 en el Gran Teatro de Córdoba, el reparto original estuvo integrado por Kiti Mánver, Nuria González, Aurora Sánchez y Octavi Pujades. Se mantuvo en cartel hasta 2011.
La obra regresó a Madrid en 2013, en el Teatro Alfil, con los tres personajes principales rejuvenedidos en 10 años e interpretada por Vanesa Romero, Nerea Garmendia, María Ayuso y Alfonso Montón, dirigidos por Eneas Martínez. De nuevo en la capital de España en 2015, en esta ocasión en el Teatro Lara, dirigida por Quino Falero  y contando en el elenco con Eva Higueras, Natalie Pinot, Carmen Mayordomo y José Sospedra (sustituido luego por Rubén Sanz).
En 2010 se estrenó en Costa Rica con el título de Menage a trois y en 2013 en Caracas (con Astrid Carolina Herrera, Hilda Abrahamz, Carolina Torres y César Flores) y en Roma (con Anna Galiena, Amanda Sandrelli, Marina Massironi y Sergio Muñiz).